# تشايلد ترندز
تشايلد ترندز هو مركز أبحاث غير ربحي، مقره بيثيسدا بولاية ماريلاند، ويقوم بإجراء أبحاث حول الأطفال وعائلات الأطفال ورفاهية الطفل،  والعوامل التي تؤثر على حياة الأطفال. 

## التاريخ
تأسست مؤسسة تشايلد ترندز في عام 1979، وفي عام 2014 أضافت المؤسسة معهد تشايلد ترندز من أصل إسباني.  

## التمويل
يتم تمويل المنظمة من خلال المنح والعقود من المؤسسات والهيئات الفيدرالية والوكالات الحكومية وغيرها من المنظمات.

## ابحاث
يدرس تشايلد ترندز الأطفال والمراهقين في جميع مراحل التنمية ويوفر البحوث والبيانات والتحليلات للمجموعات المناصرة والهيئات الحكومية والمؤسسات الأخرى بما في ذلك مقدمي البرامج ومجتمع السياسات والباحثين والمربين ووسائل الإعلام. التركيز على البحث يشمل:
- صحة الطفل [5]
- فقر الطفل [6]
- رعاية الطفل
- أطفال المهاجرين
- تنمية الطفولة المبكرة [7]
- التعليم
- مؤشرات رفاهية الطفل [8]
- الزواج والأسرة [9]
- الأبوة والأمومة
- الاستعداد المدرسي [10]
- الحمل في سن المراهقة
- الجنس في سن المراهقة
- تنمية الشباب

## مشاريع أخرى
تقوم «تشايلد ترندز» بتصميم وتنفيذ تقييمات لنمو الطفل ورفاهه. يعتبر بنك المعلومات تشايلد ترندز مورداً عبر الإنترنت للاتجاهات والبحوث الوطنية حول المؤشرات الرئيسية لرفاه الأطفال والشباب. تشايلد ترندز هي مجموعة من التقييمات التجريبية للتدخلات الاجتماعية التي تقيم نتائج الطفل.

## الموظفين البارزين والمجلس
- ماورا كوريجان [11]
- ديبورا تيمكين

## روابط خارجية
- تشايلد ترندز
- بنك المعلومات تشايلد ترندز